# Duomo di Cefalù

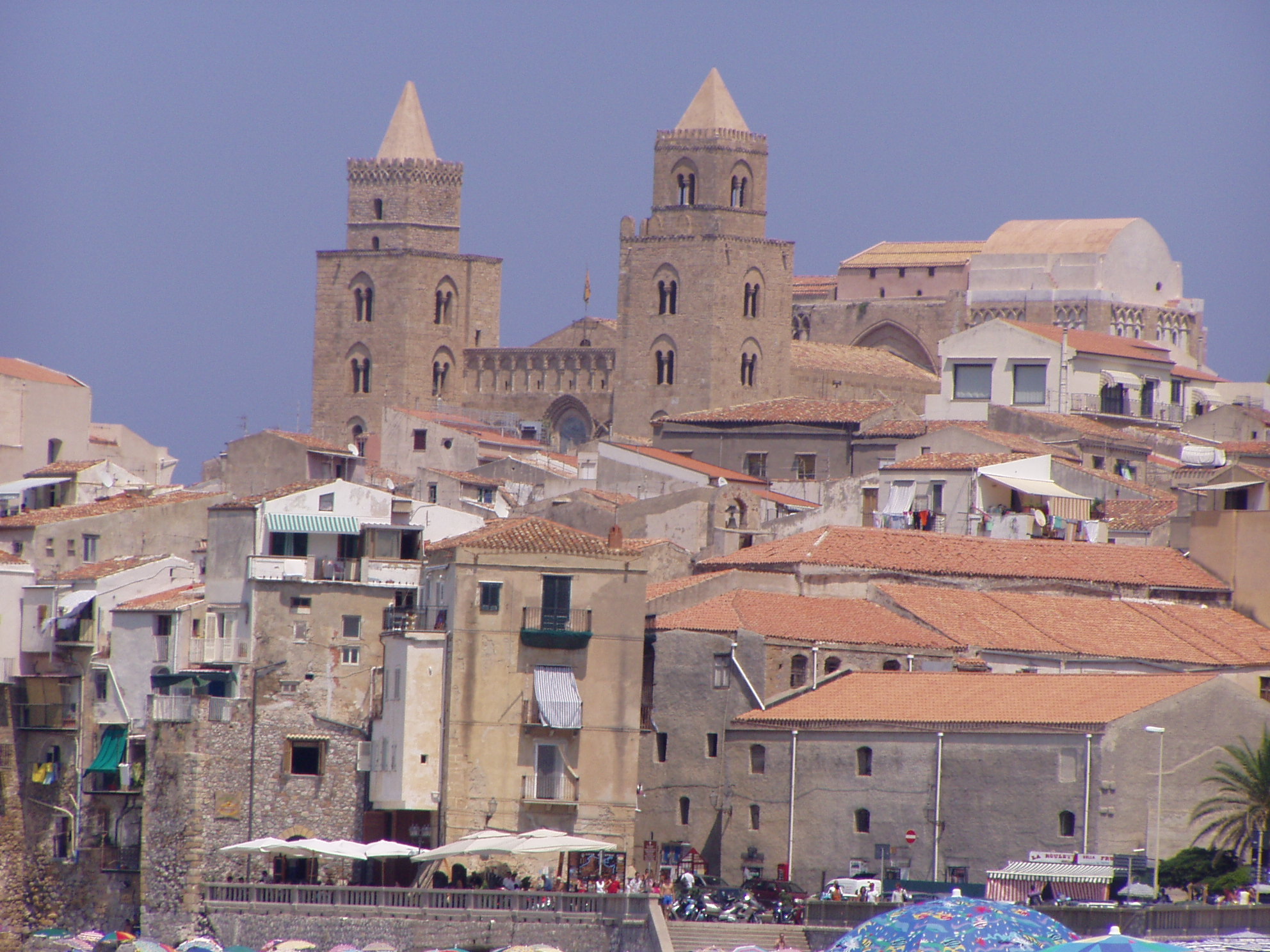
Il Duomo visto dalla spiaggia "incombe" sul paese e sul mare.

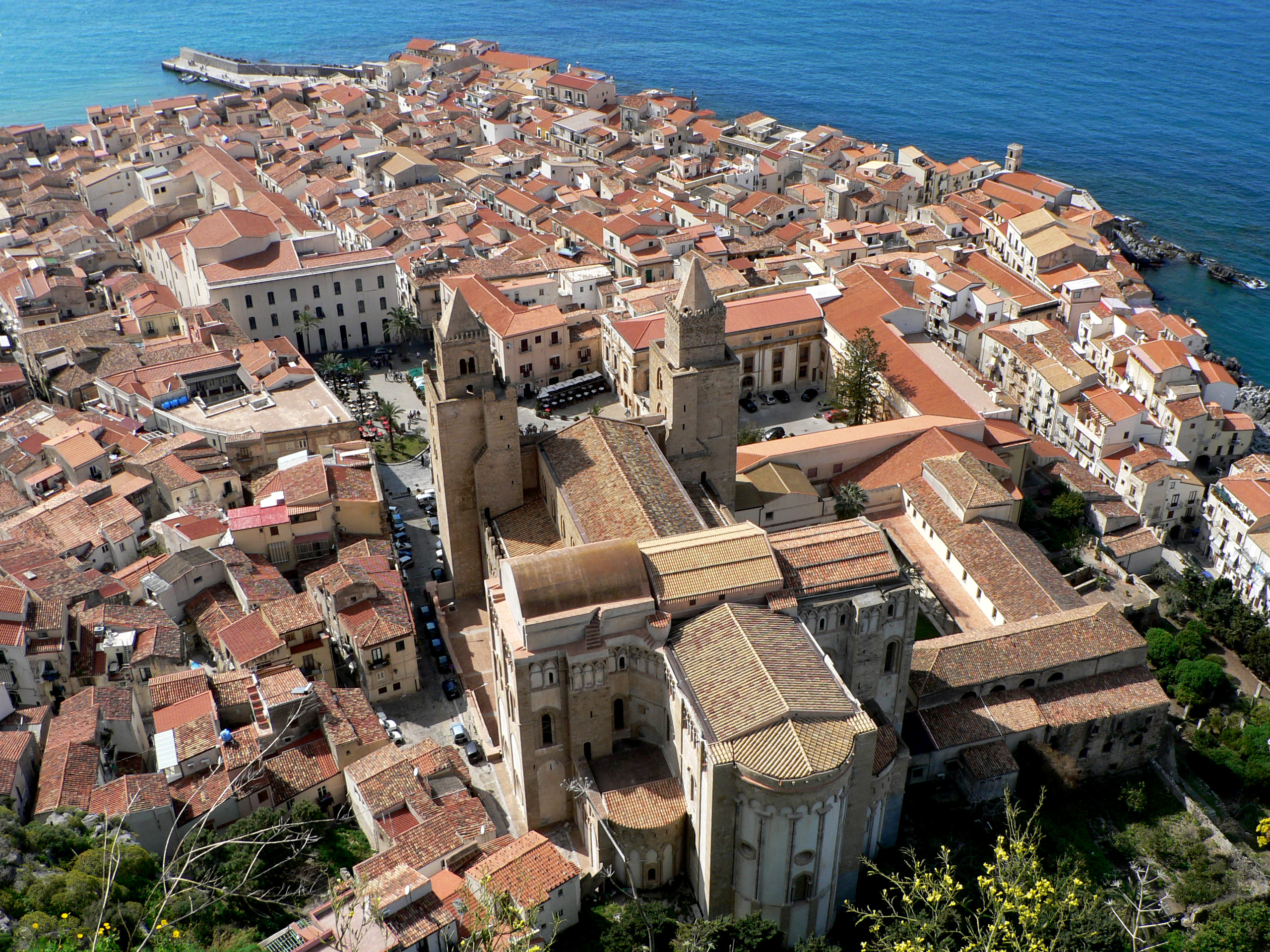
Il duomo visto dalla Rocca di Cefalù.

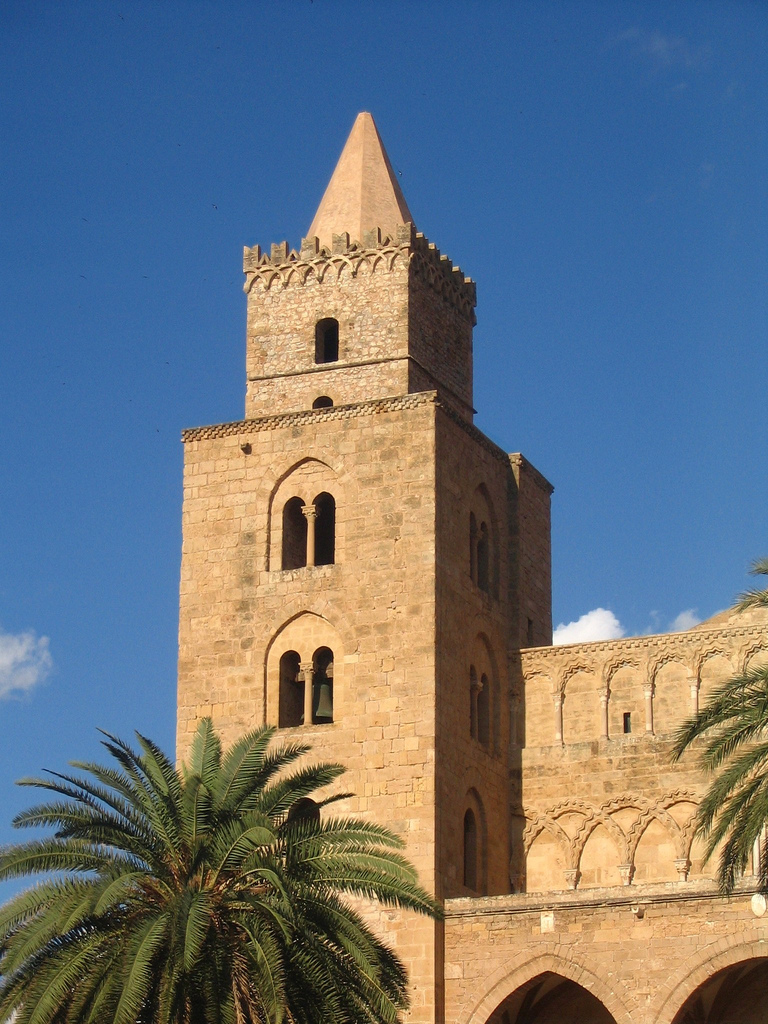
Particolare del duomo.

Il duomo di Cefalù, nome con cui è nota la basilica cattedrale della Trasfigurazione, è una basilica minore che si trova a Cefalù, nella città metropolitana di Palermo, e cattedrale dell'omonima diocesi.
Secondo la leggenda, sarebbe sorto in seguito al voto al Santissimo Salvatore da Ruggero II, scampato ad una tempesta e approdato sulle spiagge della cittadina. La vera motivazione sembra piuttosto la volontà di costruire una chiesa dinastica su modello carolingio normanno con torri gemelle e avancorpo (westwerk).
Le vicende costruttive furono complesse e fu definitivamente completato in età sveva. Un ambulacro ricavato nello spessore del muro e la medesima copertura, costituita da tre tetti, di epoca e tecnica costruttiva diversi, testimoniano dei cambiamenti intervenuti nel progetto. Il monumento ha uno stile romanico con tratti siculo normanni e bizantini.
Monumento nazionale dal 1941, dal 3 luglio 2015 fa parte del Patrimonio dell'umanità nell'ambito dell'Itinerario Arabo-Normanno di Palermo, Cefalù e Monreale.

## Storia
L'edificazione ebbe inizio nel 1131 e nei decenni seguenti furono realizzati i mosaici nell'abside e sistemati i sarcofagi porfiretici che Ruggero II aveva destinato alla sepoltura sua e della moglie.
Federico II trasferì a Palermo i due sarcofagi reali nel 1215, riutilizzandoli per sé e per i suoi familiari.
La chiesa fu consacrata ufficialmente il 10 aprile 1267.
Nel Quattrocento tra le due torri fu inserito un portico a tre fornici, opera di Ambrogio da Como.

## Architettura

### Sagrato
L'edificio è preceduto da un ampio sagrato a terrazzo che svolgeva la funzione di cimitero.

### Chiesa
L'architettura del Duomo di Cefalù segue il modello delle grandi basiliche benedettine di provenienza cluniacense; con uno stile romanico normanno nord europeo.
La facciata è inquadrata da due possenti torri che richiamano le tecniche costruttive delle chiese di Normandia, (Caen), alleggerite da eleganti bifore e monofore e sormontate da cuspidi piramidali aggiunte nel Quattrocento e diverse l'una dall'altra: una a pianta quadrata e con merli a forma di fiammelle, che simboleggerebbe la mitria papale e il potere della Chiesa, mentre l'altra, a pianta ottagonale e con merli ghibellini, la corona reale e il potere temporale. Il portico quattrocentesco precede la facciata, con tre archi (due ogivali ed uno a tutto sesto) sorretti da quattro colonne e con volte a crociera. Sotto il portico rimane la Porta Regum, impreziosita da un portale marmoreo finemente decorato, e con pitture ai lati.
Le absidi, in particolare quella centrale, dovevano avere in origine uno slancio ancora maggiore. Le due laterali sono decorate superiormente da archetti incrociati e da mensoloni scolpiti: databili al XII secolo, raffigurano volti zoo-antropomorfi comuni in edifici coevi nel Calvados (Sala dello Scacchiere Caen). Più recenti i mensoloni dell'abside centrale, disposti inoltre in modo casuale sia sopra che sotto il cornicione. L'abside centrale aveva in origine tre grandi finestre ad oculi, che vennero chiuse per la realizzazione del mosaico absidale, ed una più grande ad arco ogivale. Altre due coppie di finestre circolari sono all'estremità del transetto. Altre merlature si trovano anche su uno dei fianchi.

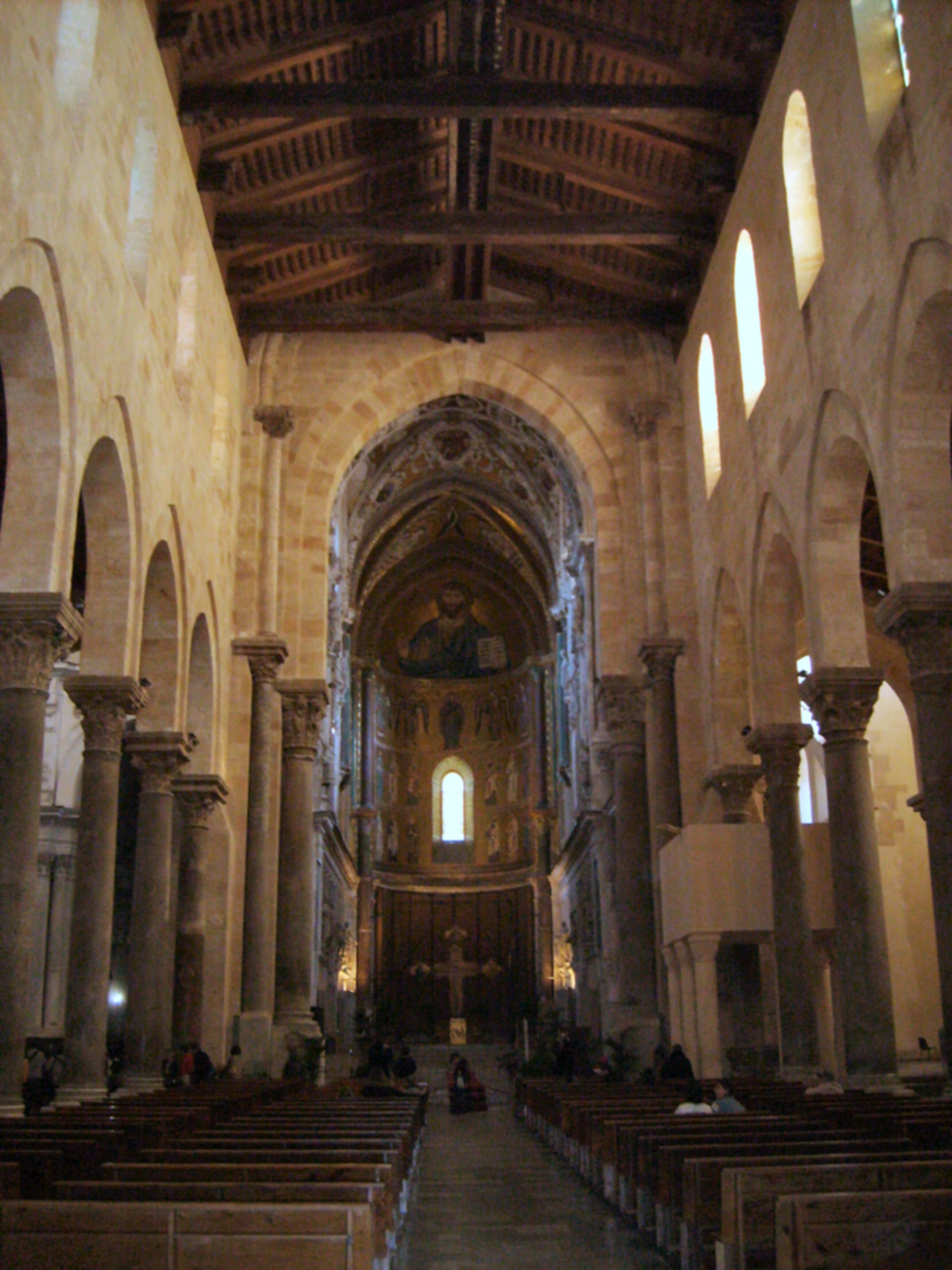
L'interno del duomo.

L'interno è a croce latina, diviso in tre navate da due file di colonne antiche di spolio: quattordici fusti di granito rosa e due di cipollino, con basi e i capitelli del II secolo d.C. Due grandi capitelli figurati reggono l'arco trionfale e sono probabilmente prodotti di una bottega pugliese e risalgono alla metà del XII secolo.
Il transetto ha un'altezza maggiore rispetto alle navate con un verticalismo tipicamente nordico che segue le architetture della Francia e dell'Inghilterra normanna; uno slancio ancora maggiore era previsto nel progetto originario. Sulle pareti del transetto si sviluppa una galleria portici con colonne, scavate nello spessore dell'edificio in corrispondenza dello pseudo loggiato esterno. Un motivo, questo, diffuso nell'architettura anglo-normanna e presente anche nelle Cattedrale di Palermo. Il coro è coperto da due volte a crociera anche questo di origine anglo-franco-normanna.
Il presbiterio, rialzato di alcuni gradini rispetto al resto della chiesa, occupa interamente la crociera e l'abside; il moderno altare maggiore è opera di Virginio Ciminaghi (1992) e presenta, al di sotto della mensa, un fregio continuo a bassorilievo bronzeo raffigurante l'Adorazione dell'Agnello.

### Chiostro
Il chiostro annesso alla cattedrale normanna rappresenta una delle più considerevoli testimonianze artistiche del medioevo siciliano. Si sottolinea l'eccezionale pregio del ciclo di capitelli figurati che sormontano le colonnine binate, uno dei più considerevoli nel panorama dell'arte medievale europea. Di pianta rettangolare, il chiostro è ubicato a ridosso del fianco settentrionale della cattedrale ad una quota più bassa di 3,40 m dal piano del calpestio del transetto. Dell'originaria struttura la corsia est è stata distrutta da un incendio e si sono conservate la corsia nord, di cui si attende la sistemazione, e le corsie sud ed ovest attualmente già sistemate.
Tuttavia, in quest'ultimo lato le eleganti archeggiature in muratura sono frutto di un'evidente ricostruzione stilistica degli inizi del novecento. Finito di restaurare nel 2003 dalla Provincia regionale di Palermo, è oggi fruibile ai visitatori.

## Mosaici

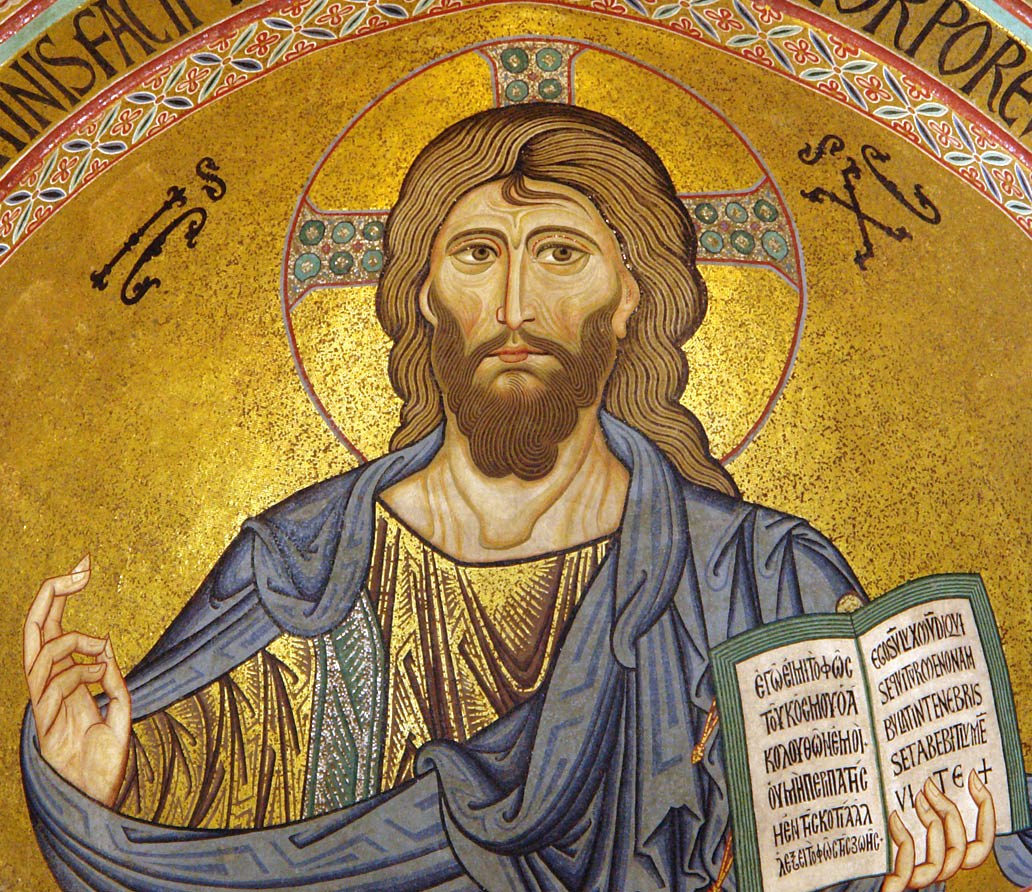
Particolare del Cristo Pantocratore.

### Mosaico del presbiterio

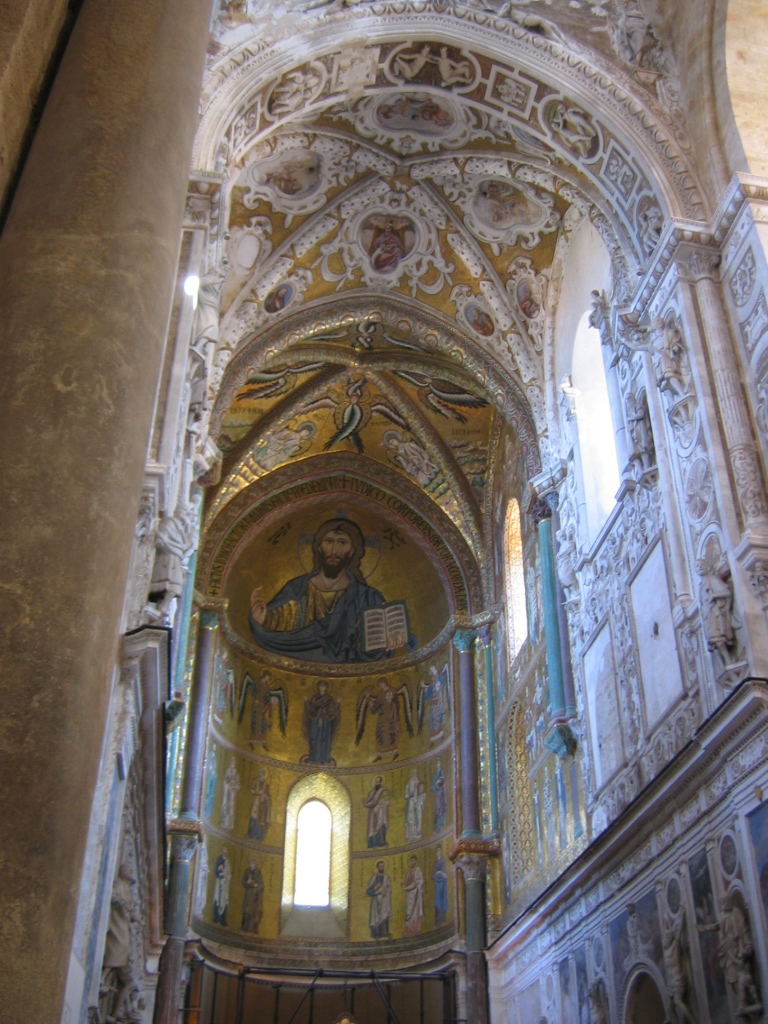
Il presbiterio.

La decorazione musiva, forse prevista per tutto l'interno, fu realizzata solamente nel presbiterio e ricopre attualmente l'abside e circa la metà delle pareti laterali. I mosaici coprono una superficie di oltre 600 m² e furono realizzati entro il 1148 (prima fase) e poi probabilmente tra il 1154 e il 1166. I più antichi sono quelli dell'abside e della crociera e furono iniziati probabilmente nel 1145; per la loro realizzazione, Ruggero II chiamò maestri bizantini, di Costantinopoli, che adattarono ad uno spazio architettonico per loro anomalo, di tradizione nordica, cicli decorativi di matrice orientale.

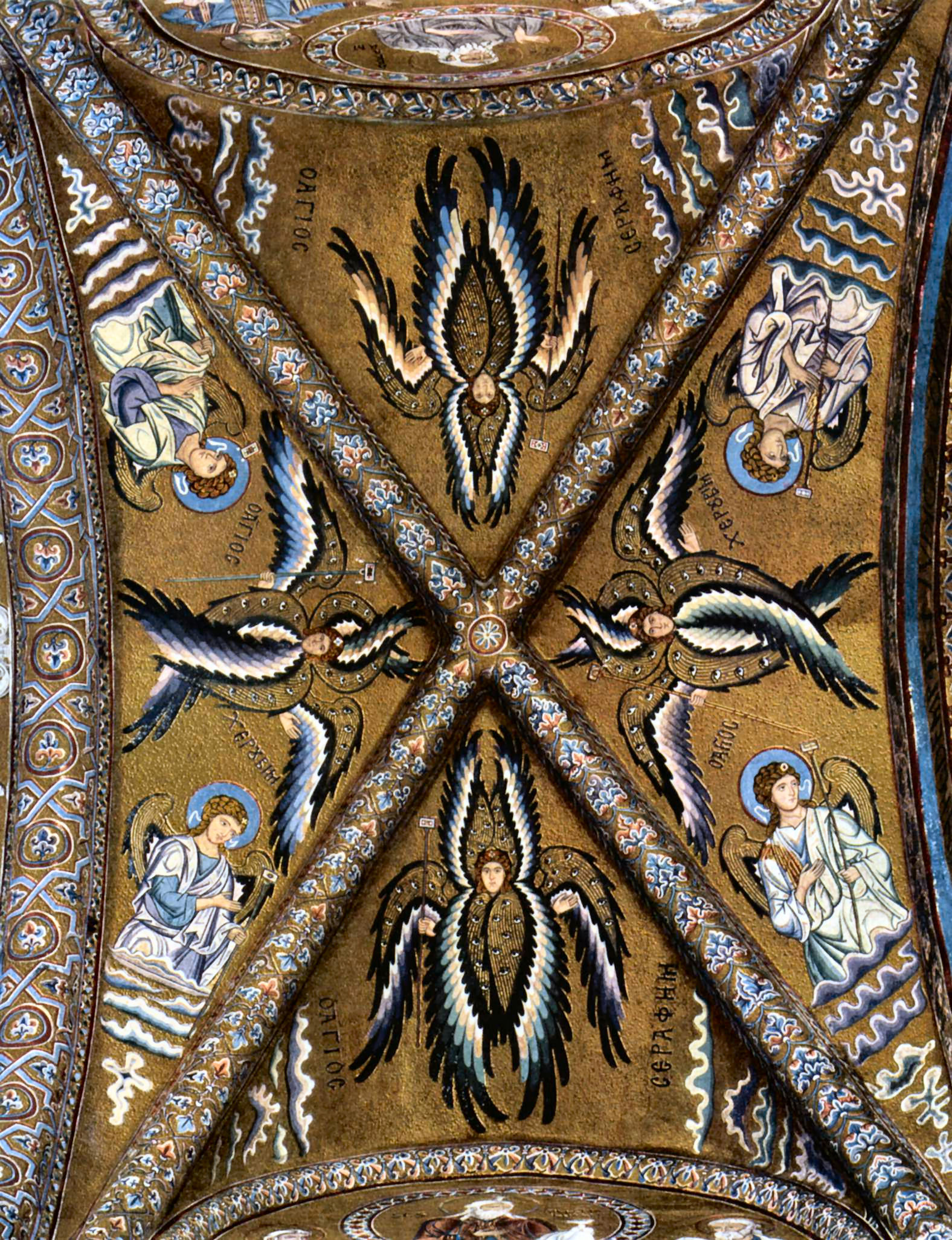
I mosaici della volta.

La figura dominante è quella del Cristo Pantocratore che dall'alto dell'abside mostra i suoi attributi cristologici: sulla destra alzata indice e medio uniti indicano le due nature del Cristo, divina e umana, mentre pollice, mignolo e anulare congiunti indicano il mistero della Trinità; la sinistra regge il Vangelo aperto sulle cui pagine si legge, in greco e latino: «Io sono la luce del mondo, chi segue me non vagherà nelle tenebre ma avrà la luce della vita» (Giovanni 8, 12).
Sotto c'è la Madonna in preghiera, con le mani alzate e i piedi su un cuscino regale, affiancata dai quattro arcangeli Raffaele, Michele, Gabriele e Uriele. Nella terza fascia, ai lati della finestra, sono raffigurati i santi Pietro e Paolo e gli evangelisti Marco, Matteo, Giovanni e Luca. Nella fascia più bassa ci sono gli altri apostoli Filippo, Giacomo, Andrea, Simone, Bartolomeo e Tommaso. Ciascuna figura è accompagnata da una scritta con il nome (titulus) in latino e in greco, che ne permette l'esatta identificazione.
Accompagnano queste figure, tutte su fondo dorato, motivi geometrici o vegetali stilizzati. Anche l'intradosso della finestra e le colonne adiacenti (in alcuni casi solo i loro capitelli) sono coperti da mosaici.
Due iscrizioni completano l'insieme: una di natura più teologica, accanto al Cristo, e un'altra di natura più storica, che ci informa sul committente dei mosaici (re Ruggero II di Sicilia) e sulla loro data (1148).
I mosaici della crociera illustrano cherubini e serafini, mentre quelli delle pareti, che sono storicamente gli ultimi, rappresentano profeti e santi. I mosaici delle pareti furono restaurati con pesanti modifiche intorno al 1860; un restauro generale, con criteri moderni di attenzione alle forme originali, è stato condotto più recentemente, nel 2001.

### Mosaico paleobizantino
Le esplorazioni condotte nel duomo hanno portato alla luce un lacerto di mosaico bizantino policromo assegnabile al VI secolo: un campo centrale di cui si conservano alcune figure, incorniciato da un motivo di ogive e squame nei colori rosso, bianco e nero e, almeno su un lato, da una fila di quadrati in diagonale con rosetta centrale. Il repertorio decorativo trova confronti in Sicilia.
Il mosaico è da porre in relazione con una struttura muraria e con tre sepolture ed era verosimilmente pertinente ad una basilica bizantina, della quale non è però possibile ricostruire la planimetria a causa della presenza delle sovrastanti strutture del duomo. I materiali rinvenuti nei sondaggi attestano una frequentazione nell'area almeno fino all'VIII secolo, epoca in cui Cefalù era già sede episcopale.

## Opere conservate
Della decorazione pittorica rimangono una figura di Urbano V, della fine del XIV secolo, dipinta su una colonna della navata di sinistra, ed una Madonna in trono del XV secolo nel braccio sinistro del transetto. All'interno il duomo ospita alcuni monumenti funerari, tra cui un sarcofago tardo antico, un altro medievale e il pregevole sepolcro del vescovo Castelli, opera dello scultore Leonardo Pennino (XVIII secolo).
Il fonte battesimale, ricavato da un unico grande blocco di lumachella, è decorato da quattro leoncini scolpiti (XII secolo). È custodita inoltre una statua marmorea di Madonna commissionata alla bottega di Antonello Gagini da Filippo Serio del 1533. Sul basamento è presente la Dormienza di Maria bassorilievo e le effigi del committente e della moglie.

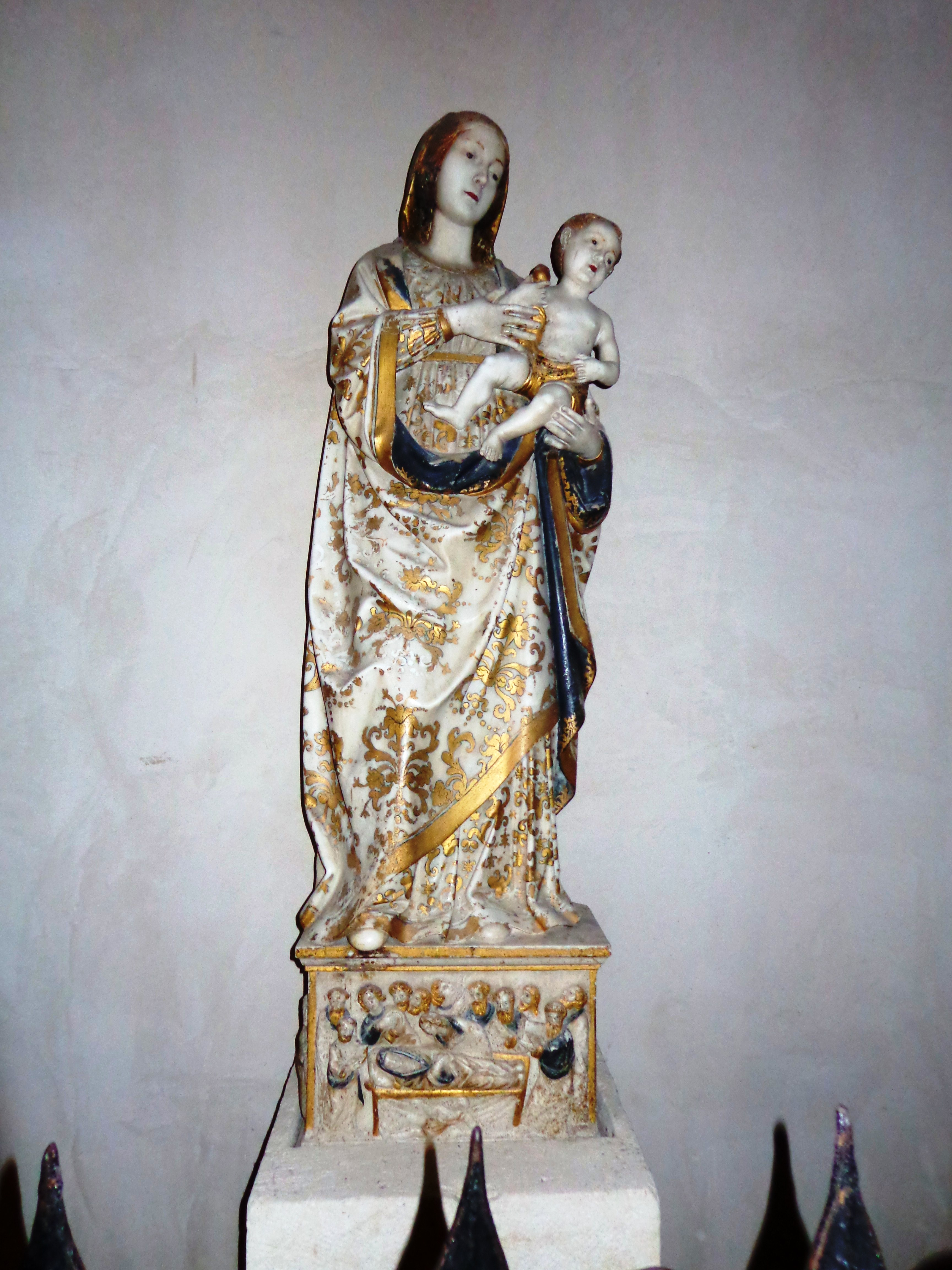
Madonna con Bambino di Antonello Gagini.

Si conservano ancora due organi dipinti, settecenteschi, che chiudono le navate verso il transetto, e una croce lignea dipinta, opera di Guglielmo da Pesaro (1468 circa).
La cappella del Santissimo Sacramento (protesi) conserva la decorazione a stucco neoclassica, realizzata per tutto l'interno e successivamente asportata altrove. La cappella conserva inoltre un altare d'argento del XVIII secolo, opera di artigiani palermitani.
Il soffitto della navata centrale presenta una decorazione dipinta con busti, animali fantastici e motivi decorativi, opera di maestranze arabe e normanne, e altre di gusto gotico fatte realizzare da Enrico Ventimiglia nel 1243.

### Croce dipinta nelrectoe nelverso
Il Duomo custodisce una croce lignea, dipinta a tempera su entrambi i lati, realizzata da Guglielmo Da Pesaro, nelle misure di 512 x 404 cm. Le iscrizioni nel recto, nel libro tenuto dal Padre Eterno nel capocroce in alto dicono: Ego sum lux mundi. Qui sequitur me non ambulat in tenebris set habebis lumen (Giovanni 8, 12) e Ego sum via veritas e(t) vita (Giovanni 14, 6). Invece, nel verso della croce, nel cartiglio retto dal Leone, capocroce di destra dice: Ecce ego mitto angelum meum ante (Marco 1, 2); nel cartiglio retto dall'angelo, braccio di destra: Surrexit sicut dixit (Matteo 28, 6); nel cartiglio retto dal toro, capocroce di sinistra: (Fuit in dieb)us Herodis regis (Iudaeae) (Luca 1, 5); nel cartiglio retto da un angelo, braccio di sinistra: Jesum queritis cruci(fi)xum (Marco 16, 6); nel cartiglio retto dall'aquila, nel capocroce in alto: In principio erat verbum et v(erbum) (Giovanni 1, 1); nel cartiglio retto dall'uomo alato, capocroce in basso: Liber generacionis (I)esu (Matteo 1, 1).
La più antica citazione della croce viene fatta dal Carandino nel 1592 che la ricorda pendente dall'arco trionfale della chiesa. Tuttavia segni lasciati nella parte inferiore fanno pensare ad un momento in cui fu retta dal basso a seguito dei lavori che si ebbero nella sistemazione dell'altare e del coro per l'adattamento al rito romano della cattedrale, tra il 1556 e il 1596, come ritiene anche Maria Andaloro. Viste le grandi dimensioni della croce, già notate da Carandino, sembra comunque probabile la sua posizione "a pendere" dall'arco trionfale (come del resto accadeva al tempo) diversamente il pittore avrebbe dovuto prevedere il posto per gli agganci in basso piuttosto che permettere che si rovinasse l'opera appena consegnata. Venne comunque risistemata in alto già in data precedente al 1592, prima di ultimare i lavori, tanto da essere vista in quella collocazione dal Carandino. A questa croce doveva ispirarsi un'analoga opera, destinata al Duomo di Monreale.
Secondo quanto riportato in un documento ritrovato da G. Bresc Bautier, l'opera fu commissionata il 27 agosto 1468 allo stesso Guglielmo da Pesaro, mentre al maestro intagliatore Johannes Palumba si chiedeva di attenersi alle misure della croce custodita a Cefalù. Pertanto il 1468 si pone come termine ante quem per l'esecuzione della croce di Cefalù, realizzata presumibilmente al tempo di Luca di Sarzana, vescovo tra il 1445 e il 1471.
Sebbene la croce fosse attribuita a Tommaso De Vigilia da Raffaello Delogu, D. Bernini, V. Scuderi e M. Stella la attribuiscono a Guglielmo da Pesaro in base alle stringenti argomentazioni di G. Bresc Bautier (Guglielmo…, 1974, p. 213) che si fondano sulle sue ricerche documentarie. La studiosa, infatti, rileva che nel 1471 viene allogata a Guglielmo da Pesaro una cona (immagine d'altare) proprio per la cattedrale di Cefalù e che già nel 1468 riceveva la commissione per la croce di Monreale da esemplarsi sull'altra. È dunque generalmente accettata la paternità della croce di Cefalù a Guglielmo da Pesaro, espunta quindi dal catalogo delle opere di Tommaso De Vigilia. Non sembra condivisibile l'opinione di P. Santucci che anticipa al XIV secolo la datazione della croce, supponendo che potesse essere stata iniziata relativamente al recto da Bartolomeo da Camogli pervenuta da Genova in Sicilia, dove potrebbe essere stata completata nelle altre figure da Tommaso De Vigilia. Tale opinione è da ricordare è pure seguita da P. Leone de Castris. L'unità stilistica dell'opera sembra invece rimandare alla mano di un solo artista, il citato Guglielmo da Pesaro, intorno agli anni 1460-65, che si mostra attento oltre che ai modi spagnoli catalaneggianti anche a quelli provenzali e genovesi, tanto da giustificare da un lato l'opinione di Paola Santucci e dall'altro quella di E. Brunelli che ritiene però opera di Giacomo Durandi Il polittico dell'Incoronazione già a Corleone, oggi esposto a Palazzo Abatellis, anch'esso attribuito a Guglielmo da Pesaro.
Altra componente culturale di Guglielmo è quella antonellesca. Non a caso Maurizio Calvesi nota delle somiglianze fra gli angeli della croce di Cefalù e quelli reggicorona del polittico di San Gregorio di Antonello da Messina.
Tipologicamente la croce presenta lo schema più diffuso nell'isola caratterizzato dai capicroce polilobati, ivi inseriti oltre i bracci terminanti con smussature centinate, come nella chiesa di San Giovanni dei Lebbrosi di Palermo.
Iconograficamente la croce di Cefalù mostra nel recto Cristo Crocifisso con al di sopra il serpente e il pellicano e nei capicroce, in basso San Pietro, in alto il Dio Padre benedicente con frasi evangeliche riferite al Figlio, come nella croce di San Giovanni dei Lebbrosi. Nel verso è il Risorto sull'avello scoperchiato con ai lati angeli reggicartigli e ai capicroce i simboli degli evangelisti. Tale iconografia presenta, dunque, due particolarità nei capicroce del recto, una relativa a Dio Padre e l'altra a San Pietro dove sogliono essere solitamente il teschio o la Maddalena.
L'opera si presenta oggi fortemente lacunosa (specialmente nel recto), malgrado le lunghe opere di restauro.

## Tabulario
Il Tabulario della Mensa vescovile di Cefalù è parzialmente conservato presso l'Archivio Storico della Diocesi; 130 pergamene e tre codici (tra cui il famoso Rollus Rubeus) sono custodite presso l'Archivio di Stato di Palermo in seguito all'incameramento avvenuto dopo l'annessione al Regno d'Italia.

## Opere documentate
- 1638, Angelo custode, dipinto, commissione per il vescovo Pietro Corsetto, opera di Pietro Novelli.